# 泡芙小姐
《泡芙小姐》是由皮三执导，夏冬，陈立超，李绍杰，杨子暄，金璐等配音主演的都市情感剧，已于2011年4月1日在优酷网首播，
系列剧每一集都是由一个独立的小故事构成，该短片每集11分钟，共104集，分为8季。例如《泡芙小姐的沙漏》、《泡芙小姐的钥匙》等借物喻人的主题来源于现实生活的故事情节，它们吸引眼球并饱含深意，该剧引入了美剧的制作和播出模式，拍摄、制作、播出、营销等环节同步进行，并根据网友的反馈实时调整剧情走向，全互动的节目形态备受瞩目，预告片刚上线播出就得到数十万网友的追捧。
在2018年，由张歆艺執導的改编电影播出。由张歆艺、王栎鑫、谭维维、于莎莎、陈哲远、孙骁骁领衔主演。

## 电影
《泡芙小姐》（英語：Miss Puff），张歆艺執導改编于2018年上映的爱情电影。由张歆艺、王栎鑫、谭维维、于莎莎、陈哲远、孙骁骁领衔主演

### 演员列表

#### 主要演员
| 演员姓名 | 角色名称 | 介绍 |
| 张歆艺   | 泡芙     |      |
| 王栎鑫   | 顾上     |      |
| 谭维维   | 瑪莉     |      |
| 于莎莎   | 小若     |      |
| 陈哲远   | 王涵     |      |
| 孙骁骁   | 十三妖   |      |

#### 其他演员
| 演员姓名 | 角色名称   | 介绍     |
| 曾一竣   | 劉三木     |          |
| 张若星   | 石鑫       |          |
| 郭京飞   | 小保安     |          |
| 李菁菁   | 麻雲燕     | 泡芙母親 |
| 赵麒     | 侯大業     | 泡芙父親 |
| 包贝尔   | 包老師     |          |
| 蒋欣     | 蔣主任     |          |
| 张静初   | 塔羅牌女孩 |          |
| 张天爱   | 吳索微     |          |
| 袁弘     | 警察       |          |

### 电影歌曲
| 曲别   | 歌名           | 演唱者     | 作词 | 作曲 |
| 推广曲 | 流浪途中爱上你 | 叶蓓、许巍 |      |      |
| 推广曲 | 我要开花       | 二手玫瑰   | 梁龙 | 梁龙 |